# Pethő Gyula
Pethő Gyula (Petrovits Gyula, Miskolc, Borsod megye, 1848. szeptember 9. – Budapest, 1902. október 13.) bölcseleti doktor, geológus és paleontológus.

## Élete
Petrovits István és kisújszállási Kún Julianna fia. Iskoláit szülővárosában és Budapesten végezte; hatéves korában elveszítette édesanyját és atyja Pestre költözött. 1866-tól 1869-ig a budai műegyetemen tanárjelölt volt a természetrajzi szakban; 1869-ben az akkor erős fejlődésnek indult természettudományi társulathoz Szily Kálmán, a társulat első titkára, titkársegédnek és a Természettudományi Közlöny segédszerkesztőjének hívta meg. 1871-ben e társulat másodtitkárának választotta meg és e hivatalát 1880-ig viselte; részese volt annak a nagy és sikerteljes munkának, mely a magyar közművelődésnek e nagyfontosságúvá vált tényezőjét főképpen Szily vezetése alatt, oly messzeható szövetséggé fejlesztette. A Természettudománynak hét évig volt segédszerkesztője: 1871-ben Lengyel Bélával, 1872-től 1877-ig Szily Kálmánnal.
Közben (1873-74.) önkénteskedett a 38. sz. Molinári-ezredben. A boszniai hadjárat után, melyben szintén részt vett, 1878 őszén külföldre ment szaktanulmányait folytatni; Közép-Európában tett kutatásain kívül három és fél évet töltött a müncheni egyetemen, Zittel K., Gümbel W., Siebold J. és Naegeli előadásait hallgatva és laboratóriumaikban dolgozva, de legfőképpen a Zittel igazgatása alatt álló bajor királyi paleontológiai múzeumban foglalkozott őslénytani tanulmányokkal és ez időben írta meg (1882) két nevezetesebb dolgozatát: A Sphaerulit-kagylók sarokpántjának felfedezéséről, ezen ősvilági állatok ama régen sejtett szervéről, melyet neki sikerült tényleg először kimutatnia, amivel az egész állatcsalád diagnózisát megváltoztatta; és a másikat a Nerita-nem új csoportosításáról, mellyel világos rendet vitt bele az ősvilági csigáknak korra és rokonságra egyaránt összebonyolított seregébe. Mind a két dolgozat eredményei azonnal átmentek a paleontológiai kézikönyvekbe is.
Időközben itthon a természetrajzi szakból Kolozsvárt 1879-ben tanári oklevelet szerzett, a müncheni egyetemen pedig 1881-ben filozófiai doktorrá avatták. Külföldről a magyar királyi földtani intézethez hívták meg 1882. július 4-én, ahol segédgeológussá nevezték ki. Munkálkodásának főtere a Hegyes-Drócsa és a Kodru-Móma vagy Béli hegység: itt közel 50 négyszög mérföldnyit térképezett geológiailag s a rájuk vonatkozó tanulmányait számos speciális dolgozatban írta meg a földtani intézet évi jelentéseiben. 1877-ben Petrovits Gyula családi nevét Pethőre változtatta. Intézeti elfoglaltsága mellett 1882-től 1886-ig mint első titkár a földtani társulatnak is teljesített kiváló szolgálatokat. 1883-tól 1885-ig Franzenau Gusztáv, 1885-től 1886-ig pedig Schafrazik másodtitkárokkal szerkesztette a Földtani Közlönyt. Fáradhatatlan volt a pontos szerkesztésben és a megjelenendő cikkeknek, főleg a magyarság szempontjából való revíziójában. E mellett főgondja volt, hogy a társulat vagyonilag is gyarapodjék; a társaság nem is bocsátotta őt el választmányának kötelékéből, hanem hat cikluson át újból és újból megválasztotta és megbízta a társulati ügyek vezetésében való részvétellel.
Nejének, nagymányai Koller Vilmának, akivel 1883-ban kelt egybe, 1891-ben történt elhalálozása kedélyére és munkás kedvére hosszú időn át bénítólag hatott. 1897-ben és 1899-ben, amikor sorvasztó májbaja erősebben bántotta, az országos geológiai felvételekben részt nem vehetett. Azonban annyira leküzdötte a kórt, hogy 1900-ban gyűjtőútra, 1901-ben és 1902-ben pedig megint geológiai felvételre vállalkozott, de a munkát már nem bírta, összerogyott és három napig feküdt eszméletlenül egy erdőházban. Október 11-én tért haza Budapestre, 13-án betegsége újból ágyba döntötte és még aznap este meghalt. 1903. február 6-án Schafarzik Ferenc tartott fölötte emlékbeszédet a földtani társulat közgyűlésén.

## Cikkei
Szépirodalmi s ismeretterjesztő cikkei a Hölgyfutárban és Nefelejtsben (1865-66), az Ország-Tükrében és a Hazánk és Külföldben többnyire Sziklássy Gyula álnévvel jelentek meg; írt a Századunkba, a Pesti Naplóba, a Fővárosi Lapokba, a Természetbe, az Ellenőrnek pedig 1878-ig belső munkatársa volt s különösen a tudományos mozgalmakról referált; cikkei a Természettudományi Közlönyben (1870. Than és Hofmann kisérletei sóoldatok cserebomlását illetőleg, Mennyit költenek más országokban az égre, Hirn-féle telodynamikus kábel, Nitroglycerin, dinamit. A négerek kihalnak, Az 1869. nov. csillagfutásról, Születések és a gyermekek halálozása Francziaországban, Majmok számolnak, Darwin a franczia akadémiában, Háború befolyása az időjárásra, Halottak elégetése, 1869-ben elhunyt tudósok nekr., Természetes Gazometer, 1871. Csillagásztorony az egyenlítő közelében, 1870-ben elhunyt tudósok, 1872. Czölöpépítmények ausztriai tavakban, Termékvas Grönlandban, Venus bolygó és a magyar hirlapok, Az alkohol kiválása az állati szervezetből, A halak légzése, «Georgiai felolvasások,» Górcsői kőzetvizsgálatok, A meteorologusok gyűlése 1872-ben, Az ujabb gyémánt lelhelyek, Geologia és költészet, 1873. Bizottsági jelentés az állattani pályázatokról, 1874. Nemzeti jutalom Pasteur számára, 1875. 1873. és 1874-ben elhunyt tudósok nekr., Miért esznek a madarak kavicsot, Az edzett üveg, Húsevő növények, 1876. A kolozsvári orvosi természettud. társulat, Gallium, új elem, Különféle fémek pénzértéke, Meddig áll a vaj, Az őstörténelmi és embertani nemzetközi congressus Budapesten, Földünk forgása és a vasutak, Nagysági Bunsenin, 1875. elhunyt tudósok nekr., 1878. A kagylókról és gyöngyökről, A magyarországi kagylóhéjak górcsői szerkezetéről, 1880. Cotta emlékezete, 1883. A földtani társulat állapotáról, Czápafogak Felső-Esztergály határában, 1894. Aranyos fogak s az aranyfű meséje, 1899. Fröhlich Dávid Geografiája és némely elfelejtett részletei, minden évfolyamban több ford. czikk és könyvismertetés); a Vasárnapi Ujságban (1879. Gyöngyök keletkezése és egy régi magyar versezet a XVI. századból); A Havi Szemlében (1880. Aranytermő vidékek); a M. Nyelvőrben (a Melák szóról); a Földtani Közlönyben (1882. A Coquand-Semsey-féle őslénytani gyűjteményről, A Spaerulit-kagylók sarokpántjának felfedezéséről és belső szervezetök egyéb részeiről, 1883. Titkári jelentés 1882-ről, Felső-Esztergály határában talált czápafogak, 1884. Titkári jelentés 1883-ról, Palaeontologiai apróságok, 1885. Titkári jelentés 1884-ről, Ambros geologiai térképe a nagyváradi kerületről, Dinotherium-fog Köves-Kálla környékéről, Hiroglyphás homokkő Rónaszék határából, 1886. Suess Ede előadása a sujtó légről, ford., Ambros geologiai térképe, Titkári jelentés 1885-ről, 1887. Néhány szokatlan nagyságú csigalenyomat, 1892. Cuciullaea Szabói, új kagyló-faj a péterváradi hegység hypersenon-rétegeiből, 1893. Az ősvilág főemlőseiről, vagyis a fosszilmajmokról, 1896. Chrysokolla előfordulása andezit-tufában, 1896. Tengeri kövületek édesvizi quarzban, 1897. Neumayer műve a föld történetéről, 1901. A jégkorszakközi Rhinoceros Mercki előfordulása a Balaton mellékén, 1902. Emlékezés Adda Kálmánról, arczk., 1903. A Hippurites, Prionaea, polystilus előfordulása a csereviczi hypersenon-rétegekben, a péterváradi hegységben, hátrahagyott irataiból); a Földtani Értesítőben 1882. A Neithea és a Vola Janira kagyló-nemeknek szabatosabb megállapítása és különválasztása, A Nerita-nem új csoportosításáról); a M. kir. Földtani Intézet évi Jelentésében (1884. A Lippa Odvos/Konop környéki krétaterületről, Baltavár ősemlőseiről, 1885. A Fehér-Kőrös völgyének harmadkori képződményei a Hegyes-Drócsa és a Pless-Kodru között, 1886. Boros-Jenő, Apatelek, Buttyin és Beél környékének geologiai viszonyai a Fehér-Kőrös völgyében, 1887. Geologiai tanulmányok a Hegyes-Drócsa hegység északi kiágazásaiban, a Fehér-Kőrös bal partján, 1888. Kiegészítő fölvételek a Fehér-Kőrös völgyének jobb- és balparti részein, 1889. Néhány adat a Kodru-hegység geologiájához, 1891. A Kodru-hegység főtömegének jellemzéséhez, 1892. Vaskóh környékének geologiai viszonyai, 1893. A Kodru-Móma és a Hegyes-Drócsa keleti találkozása Aradmegyében, 1894. Nagy-Halmágy környékének geologiai viszonyai, 1895. A Kodru-hegység nyugoti lejtője Bihar vármegyében, 1896. A Kodru-hegység északi lejtője és a Fekete-Kőrös völgye Belényestől Urszádig Bihar-vármegyében, 1900. Jelentés az 1900. évben fosszil-ősemlősöknek a magyar királyi Földtani Intézet részére való gyűjtése ügyében kifejtett tevékenységről). Ezen három szakfolyóirat cikkei megjelentek németül is a társulat német közlönyeiben.

## Munkái
- Cotta R., A jelen geologiája, németből ford. Petrovics Gyula, hozzá előszó és műszótár, Budapest, 1873. (Természettudom.-Társulat Könyvkiadóvállalata I).
- A kagylók és gyöngyök. Írta Petrovics Gyula Budapest, 1878. 42. ábr. (Term.-Társ. könyvkiadó-vállalata II. 12. füzet).
- Topinard P., Az antropologia kézikönyve. Ford. Petrovics Gyula és Török Aurél, Budapest, 1880. (Hozzá: előszó, kiegészítő jegyzetek, műszótár és glossarium. Term.-Társ. könyvk. vállalata).
- A három Kőrös és a Berettyó környékének geographiai és geologiai alkotása. Nagyvárad, 1896.
- Geologiai adatok Fenes, Sólyom és Urszád környékéről Bihar vármegyében. Budapest, 1898. (Különnyomat a Földtani Intézet évi Jelentéseiből. Németül is. Budapest, 1898.).
- A holt tenger és környéke, Sodoma és Gomora pusztulása. Budapest, 1900. (Különnyomat a Természettudományi Közlöny 1899. évfolyamából.)
- A magyar természettudományi irodalom fejlődése és föllendülése. Budapest, 1900. (Különnyomat a Képes magyar irodalomtörténet II. kötetéből).
- A péterváradi hegység krétaidőszaki faunája. Budapest, 1910.